# Jogos Asiáticos de 1954
Os Jogos Asiáticos de 1954 foram a segunda edição dos Jogos Asiáticos, realizada três anos após a primeira. O evento foi realizado em Manila, nas Filipinas, que teve seu logotipo formado pelo sol vermelho, símbolo do Conselho Olímpico da Ásia e por vinte argolas douradas entrelaçadas, semelhante ao da primeira edição.

## Países participantes
Dezenove países participaram do evento:
| - Afeganistão - Bornéu do Norte - Camboja - China - Coreia do Sul - Filipinas - Hong Kong - Índia - Indonésia - Irão | - Israel - Japão - Birmânia - Nepal - Paquistão - Singapura - Ceilão - Tailândia - Vietname |

## Esportes
Oito esportes, divididos em dez disciplinas, formaram o programa desta edição:
- Atletismo
- Basquetebol
- Boxe
- Futebol
- Levantamento de peso
- Lutas
- Natação
- Saltos ornamentais
- Tiro

## Quadro de medalhas
País sede destacado.
| Ordem | País          | Medalha de ouro | Medalha de prata | Medalha de bronze |     |
| ----- | ------------- | --------------- | ---------------- | ----------------- | --- |
| 1     | Japão         | 38              | 36               | 24                | 98  |
| 2     | Filipinas     | 14              | 14               | 17                | 45  |
| 3     | Coreia do Sul | 8               | 6                | 5                 | 19  |
| 4     | Paquistão     | 4               | 5                |                   | 9   |
| 5     | Índia         | 4               | 4                | 5                 | 13  |
| 6     | China         | 2               | 4                | 6                 | 12  |
| 7     | Israel        | 2               | 1                | 1                 | 4   |
| 8     | Myanmar       | 2               |                  | 2                 | 4   |
| 9     | Singapura     | 1               | 3                | 4                 | 8   |
| 10    | Sri Lanka     |                 | 1                | 1                 | 2   |
| 11    | Indonésia     |                 |                  | 3                 | 3   |
| 12    | Hong Kong     |                 |                  | 1                 | 1   |
| TOTAL | TOTAL         | 75              | 74               | 69                | 218 |